# Beauty Survivor
《Beauty Survivor》為香港模特兒AngelaBaby於2010年8月18日發行之1st單曲。

## 解說
這首快歌同是她闖日本樂壇的第一首主打歌。

## 發行版本
- CD ONLY（普通盤）

## 曲目
1. Beauty Survivor
2. Beauty Survivor(Instrumental)